# Pupien
Pupien, Marcus Clodius Pupienus Maximus (ur. ok. 164, zm. 238) – cesarz rzymski w roku 238, wcześniej senator i konsul, być może dwukrotnie.

## Objęcie władzy
Pupien został obwołany cesarzem (razem z Balbinen) przez senat podczas buntu przeciwko władzy cesarza Maksymina Traka. W latach 235–238 Maksymin prowadził liczne kampanie przeciwko barbarzyńcom nad Renem i Dunajem, co wymagało zwiększenia nakładów finansowych na armię. Podniesienie podatków i nabór rekruta nie przyniosło wywodzącemu się spoza elity cesarzowi popularności, zwłaszcza wśród bogatej arystokracji (w tym senatorów). Dodatkowo od początku swego panowania nie pojawił się w Rzymie, co osłabiało jego pozycję polityczną.
W marcu 238 r. wybuchły rozruchy w prowincji Afryka, cesarzem obwołano tamtejszego namiestnika Gordiana I, który jednak po trzech tygodniach zginął (razem ze swoim synem i współrządcą), w wyniku interwencji legionu III Augusta dowodzonego przez wiernego Maksyminowi namiestnika Numidii. Gordian zdążył jednak uzyskać poparcie senatu rzymskiego, który potępił Maksymina i zorganizował morderstwo jego stronników w stolicy. Szybka śmierć Gordiana dramatycznie zmieniła sytuację, ale senat nie miał wyboru i musiał trwać w oporze wobec Maksymina, postanowiono więc szybko wybrać nowego cesarza z grona senatorów. Wskazano dwudziestu kandydatów spośród prominentnych osób piastujących kiedyś urząd konsula i z tej grupy wyłoniono dwóch cesarzy o równych uprawnieniach, Pupiena i Balbina, a pozostali z kandydatów zostali doradcami. Obaj cesarze byli już niemłodzi (jeden miał 60 lat, a drugi ponad 70) i należeli do najwyższych kręgów senatorskiej elity. Niemożność wyłonienia jednego silnego kandydata świadczyła o podziałach i słabości senatu, co wkrótce potwierdził wybór na trzeciego cesarza (z tytułem cezara) Gordiana III, ok. 13-letniego wnuka Gordiana I. Dokonało się to pod naciskiem rzymskiej ulicy i prawdopodobnie na skutek działań krewnych i stronników Gordianów pragnących zachować wpływy.

## Wojna z Maksyminem
Maksymin ruszył znad Dunaju, gdzie stacjonował ze swoją armią, na Rzym po otrzymaniu wieści o przejściu senatu na stronę Gordiana I. Do zadań nowych cesarzy należało przygotowanie się do obrony, co nie było łatwą sprawą, gdyż przeciwko zaprawionej w bojach, regularnej armii Maksymina mieli do dyspozycji tylko lokalne milicje i świeży zaciąg niedoświadczonych żołnierzy. Kiedy Maksymin, mający problemy z zaopatrzeniem armii, zatrzymał swój pochód by oblegać Akwileję, Pupien wyruszył z Rzymu na północ do Rawenny by tam zorganizować siły obrony. W czerwcu 238 r. Maksymin został zamordowany przez swoich niezadowolonych żołnierzy, a jego armia przeszła na stronę Pupiena, Balbina i Gordiana III.

## Rządy z Balbinem i śmierć
Wieść o śmierci Maksymina przyjęto w Rzymie entuzjastycznie, a reszta prowincji która do tej pory go wspierała przeszła na stronę senackich cesarzy. Pomimo tego ich pozycja była słaba, pojawiły się konflikty między Pupienem i Balbinem oraz stronnikami Gordiana III. Finanse państwa były w fatalnym stanie – zepsuta moneta obiegowa, czyli denar i niedawno wprowadzony antoninian, nie wystarczała na opłacenie armii oraz na tradycyjne finansowanie ludu stolicy. Na granicach trzeba było zająć się Persami na Wschodzie i Gotami nad Dunajem i Morzem Czarnym. Pupienowi i Balbinowi nie udało się opanować sytuacji – po dwóch miesiącach panowania (w sierpniu 238 r.) zostali zdegradowani i zabici przez pretorian. Ich następcą został Gordian III.